# Nadeschdino (Kaliningrad, Selenogradsk, Melnikowo)
Nadeschdino (russisch Надеждино, deutsch Gersthenen, litauisch Girstenys) ist eine Wüstung in der russischen Oblast Kaliningrad. Die Ortsstelle befindet sich im Rajon Selenogradsk.

## Geographische Lage
Die Ortsstelle Gersthenen/Nadeschdino am Ostrand des früheren Forst Grünhoff liegt 16 Kilometer nördlich der Stadt Kaliningrad (Königsberg) und ist von Werschinino (Pluttwinnen) unweit der Straße Kaliningrad–Cholmogorowka (Fuchsberg)–Selenogradsk (Cranz) aus zu erreichen.

## Geschichte
Gersthenen war vor 1945 ein Vorwerk zu Pluttwinnen (heute russisch: Werschinino). Im Jahr 1874 wurde Gersthenen über die Muttergemeinde Pluttwinnen in den nach ihr benannten neu errichteten Amtsbezirk Pluttwinnen eingegliedert, der bis 1930 existierte (danach bis 1945: Amtsbezirk „Mogahnen“) und dem Landkreis Fischhausen (1939 bis 1945: Landkreis Samland im Regierungsbezirk Königsberg) der preußischen Provinz Ostpreußen zugehörte. Im Jahre 1928 wurde die Gemeinde Pluttwinnen mit dem Ortsteil Gersthenen in die Nachbargemeinde Mogahnen (russisch: Motewelowo, nicht mehr existent) eingemeindet.
In der Folge des Zweiten Weltkrieges kam das nördliche Ostpreußen und mit ihm auch der kleine Ort Gersthenen zur Sowjetunion und erhielt 1950 die russische Bezeichnung Nadeschdino. Gleichzeitig wurde der Ort in den Dorfsowjet Melnikowski selski Sowet im Rajon Primorsk eingeordnet. Im Jahr 1959 gelangte der Ort in den Muromski selski Sowet. Er wurde vermutlich um 1990 verlassen.

## Kirche
Der weitaus größte Teil der Gersthener Bevölkerung war vor 1945 evangelischer Konfession und in das Kirchspiel Rudau (heute russisch: Melnikowo) eingepfarrt. Es gehörte zum Kirchenkreis Königsberg-Land II innerhalb der Kirchenprovinz Ostpreußen der Kirche der Altpreußischen Union.